# Барвинково (Сумская область)
Барвинково (укр. Барвінкове) — село,
Червоненский сельский совет,
Сумский район,
Сумская область,
Украина.
Код КОАТУУ — 5924788702. Население по переписи 2001 года составляло 92 человека.

## Географическое положение
Село Барвинково находится на правом берегу реки Псёл,
выше по течению на расстоянии в 4 км расположен город Сумы,
ниже по течению на расстоянии в 1 км расположено село Старое Село,
на противоположном берегу — большой массив садовых участков.
Рядом проходит автомобильная дорога Н-12.

## История
В 1946 г. Указом ПВС УССР хутор Мамаевщина переименован в Барвинковый.